# Tribunal consistorial

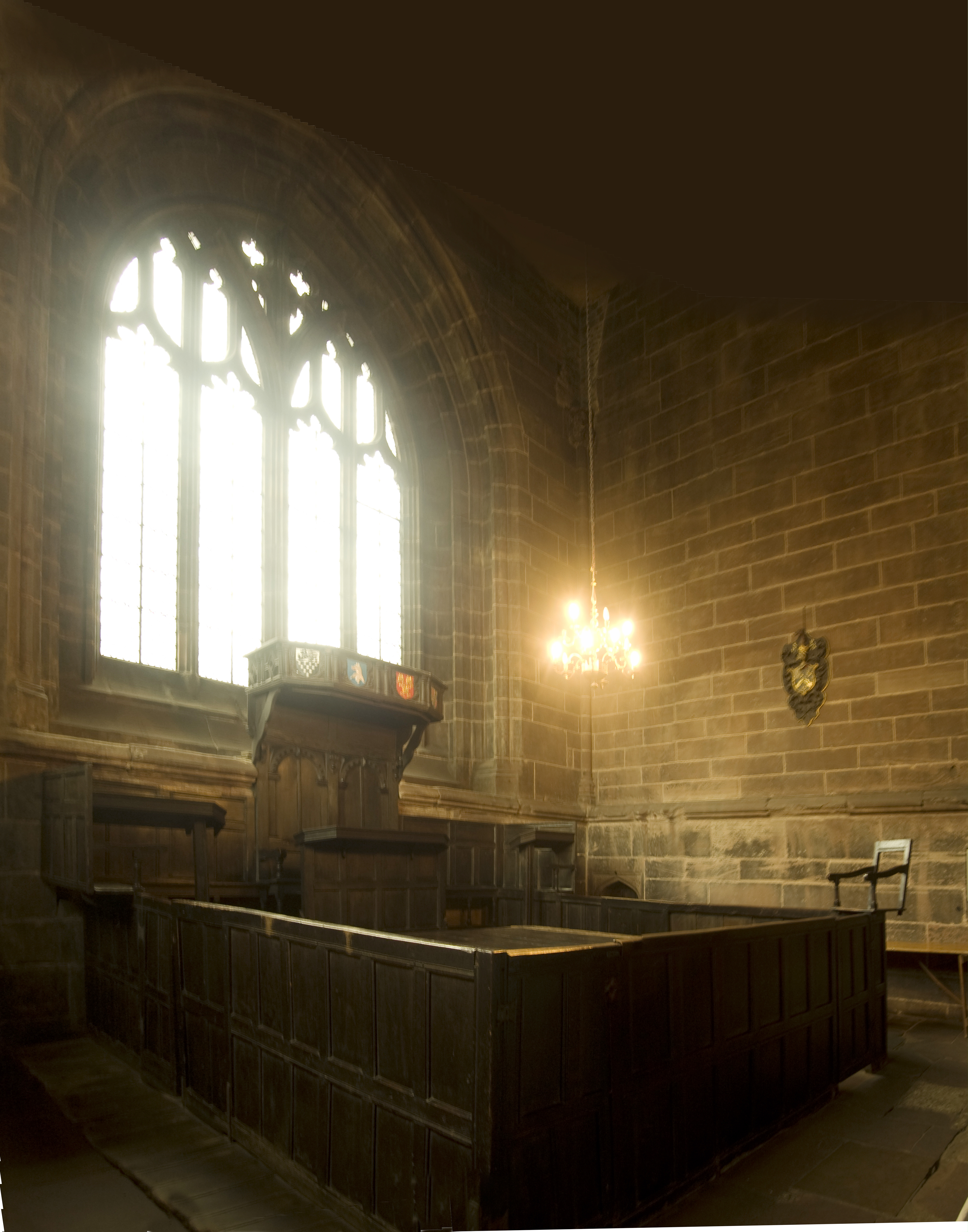
Tribunal consistorial en la catedral de Chester, el tribunal eclesiástico completo más antiguo de Gran Bretaña.

Un tribunal consistorial es un tipo de tribunal eclesiástico, especialmente en la Iglesia de Inglaterra. Estos tribunales fueron originalmente establecidos en virtud de una carta del rey  de Inglaterra Guillermo el Conquistador, y todavía existen en la actualidad.
En la Iglesia de Inglaterra, el tribunal consistorial es el tribunal del obispo para administrar la ley de la Iglesia en su diócesis. En algunas iglesias presbiterianas, el tribunal consistorial es el tribunal de nivel inferior, compuesto por el ministro y los ancianos de la congregación. Cada diócesis en la Iglesia de Inglaterra tiene un tribunal consistorial (llamado en la Diócesis de Canterbury, la Commissary Court).
Desde mediados del siglo XIX, los tribunales consistoriales han perdido gran parte de su jurisdicción. 